# Valentina Popova

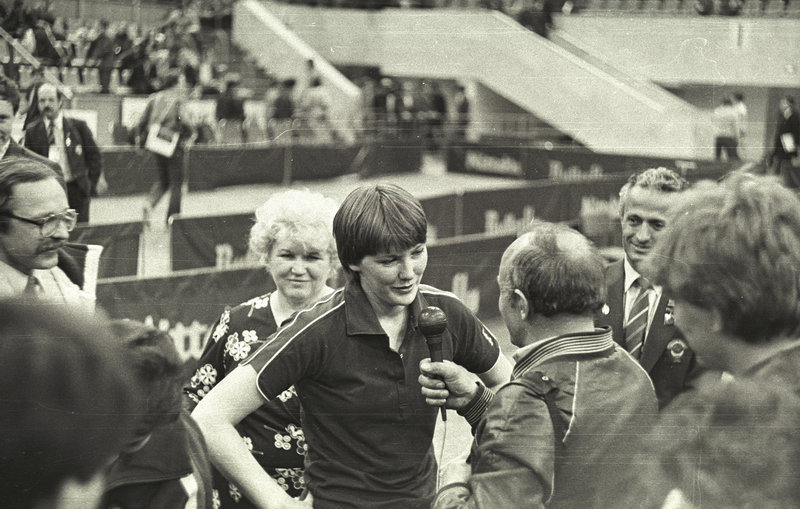
Valentina Popova (1984)

Valentina Ivanovna Popova (Russisch: Валентина Ивановна Попова) (Sumqayıt, 21 november 1960) is een voormalig tafeltennisster uit de Sovjet-Unie, die sinds 1994 voor Slowakije speelde. Ze werd in 1980 en 1984 Europees kampioene enkelspel en won drie bronzen medailles op de Europa Top-12
Popova nam onder de vlag van de Sovjet-Unie deel aan acht WK's, een World Team Cup, een World Doubles Cup, twaalf Europa Top-12 toernooien en acht EK's. Namens Slowakije speelde ze vijf WK's en twee EK's.
Popova kwam uit op de Olympische Spelen van 1988, 1992 en 1996.

## Erelijst
Belangrijkste resultaten:
- Europees kampioene enkelspel 1980 en 1984
- Europees kampioene dubbelspel 1980 en 1984 (beide met landgenote Narine Antonian)
- Europees kampioene gemengd dubbel 1984 (met Jacques Secrétin)
- Winnares EK landenploegen 1976, 1980, 1984 en 1988
- Brons Europa Top-12 1978, 1981 en 1984
- Sovjet-kampioene enkelspel 1977, 1978, 1979, 1980 en 1981
- Slowaaks kampioene enkelspel 1996
- Europees jeugdkampioene (EJK) dubbelspel 1977 en 1978